# Новак, Александр Григорьевич
Александр Григорьевич Новак  (16.04.1904 — 10.05.1971) — известный советский учёный, специалист в области проблем земледелия Дальнего Востока. Доктор сельскохозяйственных наук, профессор, директор Дальневосточного НИИ земледелия и животноводства (г. Хабаровск).

## Биография
Родился в деревне Никифоровцы под Винницей. Окончил рабфак на Украине и Тимирязевскую академию в Москве.
Несколько лет работал в Средней Азии в распоряжении Главного хлопкого комитета, потом на Урале руководил учебно-опытным комбинатом.
С 1940-х гг. научный сотрудник, в 1948—1959 директор Дальневосточного НИИ земледелия и животноводства (Хабаровск).

## Основные публикации

### Монографии
- Новак А. Г. Местные удобрения на поля Дальнего Востока. — Хабаровск: Дальгиз, 1935 (Владивосток: типо-лит. им. Волина). 72 с.
- Новак А. Г. Удобрения на дальнем Востоке. — Хабаровск: Дальгиз, 1940. 232 с.
- Новак А. Г. Культура сахарной свеклы в Хабаровском крае. — Хабаровск: Дальневосточное гос. изд., 1942. 30 с.
- Новак А. Г., Захаркин Ф. Культура озимых на Дальнем Востоке. — Хабаровск: Дальневосточное Гос. Изд-во, 1943. 28 с.
- Новак А. Г. Основные вопросы земледелия Дальнего Востока. — Хабаровск: Хабар. кн. изд., 1953. 360 с.
- Новак А. Г. Применение удобрений в Хабаровском крае. — Хабаровск: Хабар. кн. изд., 1953. 48 с.
- Новак А. Г. Основные вопросы земледелия Дальнего Востока. 2-е изд.. — Хабаровск: Хабар. кн. изд-во, 1959. — 448 с.
- Новак А. Г., Платонов Ф. И. Сахарная свекла — важнейшая кормовая культура. — Хабаровск: Хабар. кн. изд-во, 1961. 15 с.
- Новак А. Г. Целинные земли Дальнего Востока, их освоение и система использования. — Владивосток: Примор. кн. изд-во, 1963. 60 с.
- Новак А. Г. Возделывание сои на Дальнем Востоке. — Россельхозиздат, 1964. 104 с.

### Статьи
- Влияние микроэлементов на дерново-подзолистых почвах ДВК // Вестник Дальневосточного филиала Академии наук. — 1938. — № 31 (V).
- Некоторые вопросы земледелия на Дальнем Востоке // Земледелие. — 1957. — № 2.
- Перспективы возделывания сои на Дальнем Востоке // Вестник сельскохозяйственной науки. — 1961. — № 2.
- Дальневосточная целина // Вестник сельскохозяйственной науки. — 1961. — № 10. — С. 38.

## Награды и звания
Доктор сельскохозяйственных наук, профессор.
Награждён орденом «Знак Почёта», золотой медалью Всесоюзной выставки «За освоение целинных и залежных земель», лауреат премии имени академика В. Р. Вильямса первой степени за монографию «Основные вопросы земледелия Дальнего Востока» (1959).